# Mahmud as-Sajjid Husajn
Mahmud as-Sajjid Husajn (arab. محمود السيد حسين) – egipski zapaśnik walczący w stylu wolnym. Brązowy medalista mistrzostw Afryki w 1985 roku.